# 1936 w nauce

## Nauki przyrodnicze i ścisłe

### Matematyka
- udowodnienie twierdzenia Dunforda
- udowodnienie twierdzenia Pitta
- udowodnienie twierdzenia Stone’a o reprezentacji algebr Boole’a

## Nauki społeczne

### Ekonomia
- Publikacja Ogólnej teorii zatrudnienia, procentu i pieniądza Johna Maynarda Keynesa

## Nagrody Nobla
- Fizyka – Victor Franz Hess, Carl David Anderson
- Chemia – Peter Debye
- Medycyna – Henry Hallett Dale, Otto Loewi